# 斯盧奇河
斯盧奇河（羅馬化：Sluch）是烏克蘭的河流，河道全長541公里，流域面積13,800平方公里，發源自赫梅利尼茨基州的波多尔高地，流經日托米爾州和羅夫諾州，雨水主要來自融雪和雨水，每年十二月至翌年三月結冰。
51°38′15″N 26°38′45″E / 51.6376°N 26.6457°E